# Psicologia popolare
A partire dalla seconda metà del Novecento, l'espressione psicologia popolare ha assunto un ruolo importante nelle scienze cognitive, e in filosofia della mente, sebbene il significato di volta in volta attribuitole non è discernibile in maniera univoca dalla letteratura scientifica.
Nonostante l'ambiguità semantica, il senso dell'espressione è collegato, in sostanza, alla capacità cognitiva, innata e naturale, che permette di intuire gli stati mentali degli altri, di comprendere il significato dei comportamenti altrui, fino a prevedere, in questo modo, le azioni di altre persone. Si tratta, quindi, di una competenza cognitiva che è alla base delle capacità di agire e interagire socialmente, e quindi elemento su cui si fonda la stessa dimensione sociale dell'esperienza umana.
La varietà di accezioni si riflette anche nelle espressioni usate in alternativa, come, ad esempio, psicologia ingenua, psicologia naïve, psicologia quotidiana, psicologia di senso comune.

## Significato
L'eterogeneità rinvenibile nel dibattito scientifico circa il significato da attribuire all'espressione, causa di ambiguità semantica, riflette le differenti elaborazioni teoriche degli studiosi. A tale proposito, si possono individuare tre diverse accezioni principali in cui il termine è stato utilizzato:
1. In una prima accezione, il concetto di psicologia popolare fa riferimento al complesso di teorie, credenze e abilità cognitive che comprendono, senza però ridursi a essa, la capacità di intuire il funzionamento della mente altrui e di predire il comportamento, le azioni, e le reazioni degli altri[1]. A volte si parla anche di psicologia del senso comune, dal momento che il bagaglio di credenze e conoscenze che costituiscono questa forma di "psicologia quotidiana", o "psicologia ingenua", appare legato all'orizzonte culturale definibile come "di senso comune".
2. Esiste poi un secondo significato, in cui l'espressione "psicologia popolare" è intesa come teoria del comportamento rappresentata nel cervello umano[1]. Questa definizione si collega implicitamente alla prima, dal momento che, secondo questa seconda accezione, il bagaglio di conoscenze e abilità di cui dalla prima definizione fornirebbe il fondamento per la teoria comportamentale a cui si fa riferimento in questa seconda accezione[1].
3. Una terza definizione deriva dal lavoro di David Lewis, secondo cui la "psicologia popolare" è "una teoria psicologica costituita dai luoghi comuni sulla mente che la gente ordinaria è incline ad avallare"[1].

## Psicologia popolare
La "psicologia popolare", intesa secondo la prima delle tre accezioni presentate in questa voce, è costituita da un bagaglio culturale che è il frutto di una conoscenza di natura ingenua e intuitiva, in cui processi e situazioni della vita quotidiana, come dolore, piacere, emozione, ansia, intervengono come termini linguistici comuni, in opposizione alla definizione tecnica o al lessico settoriale e scientifico
È stata sostenuta l'esistenza di un legame tra l'apprendimento della psicologia popolare e il ricorso all'analogia servendosi della comparazione di rappresentazioni strutturate di contenuti psicologici, data la facilità con cui è possibile descrivere qualcosa facendo riferimento a termini già noti e familiari.
Tradizionalmente, lo studio della psicologia popolare si focalizza soprattutto sul modo in cui la gente comune — intendendo con questo termine quella priva di un bagaglio specifico di formazione accademica — si comporta nell'attribuzione di stati mentali. Questa attitudine è centrata, soprattutto, su stati intenzionali che riflettono credenze e desideri di un individuo, ciascuno dei quali descritto in termini del linguaggio di tutti i giorni, come "credenze", "desideri", "paura", e "speranza".